# Stefania Casini
Pour les articles homonymes, voir Casini.
Stefania Casini, née le 4 septembre 1948 à Villa di Chiavenna (Italie), est une actrice, réalisatrice et scénariste italienne. Elle a joué aux côtés de Robert De Niro et Gérard Depardieu dans 1900 (1976) de Bernardo Bertolucci et elle est la camarade de classe de Jessica Harper dans Suspiria (1977) de Dario Argento. En qualité de réalisatrice, elle a reçu deux nominations aux David di Donatello pour son travail dans le film Lontano da dove (1983). Ces dernières années, elle a également été l'inspiratrice visuelle de la version en bande dessinée de LULU de Frank Wedekind, adaptée par John Linton Roberson.

## Biographie
Stefania Casini a obtenu un diplôme d'architecture à l'école polytechnique de Milan et a poursuivi simultanément des études de théâtre. Après une activité théâtrale fructueuse, elle est demandée par Pietro Germi pour le film Le castagne sono buone (1970), dans lequel elle joue le rôle de Carla, la jeune fille dont le personnage principal Luigi, interprété par Gianni Morandi, tombe amoureux. L'année suivante, elle revient au théâtre dans le rôle principal, aux côtés de Tino Buazzelli, dans Six Personnages en quête d'auteur de Luigi Pirandello : elle devient la plus jeune actrice à avoir joué ce rôle, à l'âge de 22 ans.
Au début des années 1970, elle a également travaillé dans le domaine du doublage, pour la coopérative Cine Video Doppiatori (it). Elle a notamment prêté sa voix au personnage de Caterina, jouée par Carole André, dans le film Don Camillo et les Contestataires (1972) de Mario Camerini, et à celui de Virginia, jouée par Jane Birkin, dans L'Amour, c'est quoi au juste ? (1976) de Giorgio Capitani.
Après quelques apparitions mineures dans des films comme Mourir d'amour (1971), elle se fait connaître avec le film La Cousine d'Aldo Lado (1974) ; succès prolongé ensuite par le rôle de Neve, une prostituée épileptique, dans 1900 (1976) de Bernardo Bertolucci, dans une scène qui fait également beaucoup parler d'elle où elle caresse les parties intimes de Robert De Niro et Gérard Depardieu. D'autres rôles importants à cette étape de sa carrière incluent celles dans Du sang pour Dracula (1974) de Paul Morrissey et Antonio Margheriti, Luna di miele in tre (it) (1976), le premier long-métrage de Carlo Vanzina, aux côtés de Renato Pozzetto, Suspiria (1977) de Dario Argento et Rêve de singe (1978) de Marco Ferreri. Considérée comme l'un des sex-symbols italiens de l'époque, elle apparaît dénudée dans l'édition italienne de Playboy.
En 1978, elle est appelée à présenter le Festival de Sanremo, aux côtés de Beppe Grillo, Maria Giovanna Elmi et de l'organisateur Vittorio Salvetti. Elle est l'une des premières femmes à occuper cette fonction. À la fin de la décennie, n'étant plus stimulée par un système cinématographique qui entre en crise, elle s'installe aux États-Unis d'Amérique où elle commence à travailler comme journaliste, réalisant divers reportages pour la télévision italienne.
À partir des années 1980, elle se consacre alors uniquement à l'activité de réalisatrice-journaliste. Au cinéma, elle passe derrière la caméra, entre autres, dans Lontano da dove (1983) et Un paradiso di bugie (it) (1997), tous deux avec Claudio Amendola, tandis que pour le petit écran, elle travaille aussi bien pour la Rai, pour laquelle il réalise quelques séries comme Storie di donne et Avere 20 anni a..., que pour la télévision commerciale naissante. Elle revient aussi occasionnellement à la comédie, soit dans des productions britanniques comme Le Ventre de l'architecte (1987) de Peter Greenaway, soit dans des productions italiennes comme le film Maledetto il giorno che t'ho incontrato (1992) de Carlo Verdone, et les séries télévisées Donna (1996) et Les Destins du cœur (2003).
En 2022 elle est membre du jury de Naomi Kawase lors du Festival international du film du Caire.

## Filmographie

### Comme actrice

#### Cinéma
- 1970 : Le castagne sono buone de Pietro Germi : Carla
- 1972 : Mourir d'amour (D'amore si muore) de Carlo Carunchio : Tea
- 1973 : Voyage dans le Fiat-nam (Trevico-Torino - Viaggio nel Fiat-Nam) d'Ettore Scola
- 1973 : Un modo di essere donna de Pier Ludovico Pavoni
- 1974 : La Cousine (La cugina) d'Aldo Lado : Lisa Scuderi
- 1974 : Du sang pour Dracula (Dracula cerca sangue di vergine e morì di sete) de Paul Morrissey et Antonio Margheriti : Rubinia
- 1974 : Brigade volante  (Squadra volante) de Stelvio Massi : Marta Hayworth
- 1975 : Non si scrive sui muri a Milano (it) de Raffaele Maiello (it) : Anna
- 1975 : L'Ambitieux (L'ambizioso) de Pasquale Squitieri : Luciana
- 1975 : La Messe dorée (La profonda luce dei sensi) de Beni Montresor : Loulou
- 1975 : Le Grand Délire  de Dennis Berry : Sonia
- 1976 : Come ti rapisco il pupo de Lucio De Caro : Rita
- 1976 : Luna di miele in tre de Carlo Vanzina : Graziella Luraghi
- 1976 : Geometra Primetti selvaggiamente Osvaldo de Ferdinando Baldi
- 1976 : I prosseneti de Brunello Rondi : Odile
- 1976 : 1900 (Novecento) de Bernardo Bertolucci : Neve
- 1977 : Maschio latino cercasi de Giovanni Narzisi : Anna
- 1977 : Suspiria de Dario Argento : Sara
- 1977 : Bad de Jed Johnson : P.G.
- 1978 : Terreur sur la lagune (Solamente nero) d'Antonio Bido : Sandra Sellani
- 1978 : Comment perdre sa femme et trouver une maîtresse (Come perdere una moglie e trovare un'amante) de Pasquale Festa Campanile : Marisa
- 1978 : Rêve de singe (Ciao maschio) de Marco Ferreri :
- 1979 : Anita la vicieuse (Dedicato al mare Egeo) de Masuo Ikeda : Gloria
- 1979 : Ammazzare il tempo de Mimmo Raffele
- 1980 : Cocktail Molotov de Diane Kurys : Anna-Maria
- 1981 : Habibi, amor mío de Luis Gomez Valdivieso (it)
- 1982 : Mora de Léon Desclozeaux : Christina
- 1983 : Lontano da dove de Stefania Casini et Francesca Marciano
- 1987 : Le Ventre de l'architecte (The Belly of an Architect) de Peter Greenaway : Flavia Speckler
- 1992 : Maledetto il giorno che t'ho incontrato de Carlo Verdone : Clari

#### Télévision
- 1970 : Re Cervo (feuilleton télévisé)
- 1971 : Nessuno deve sapere (feuilleton télévisé) : Maria Petrulli
- 1973 : E.S.P. (feuilleton télévisé) : Benedict / Guglielmina
- 1973 : La scuola delle mogli : Agnese
- 1977 : Gli occhi del drago (feuilleton télévisé)
- 1977 : È stato così (feuilleton télévisé)
- 1977 : L'inseguitore (feuilleton télévisé)
- 1978 : Sam et Sally (série télévisée) : Épisode La Corne d'antilope, réalisé par Robert Pouret : Laura Benson
- 1980 : Il giovane dottor Freud (feuilleton télévisé)
- 1981 : Illa: Punto d'osservazione (feuilleton télévisé)
- 1982 : De bien étranges affaires (série télévisée) : Prue
- 1985 : Clémence Aletti (série télé) : Véronique Aletti
- 1996 : Donna (série télévisée)
- 2003 : Incantesimo 6 (série télévisée) : Carla Ferrini

### Comme réalisatrice

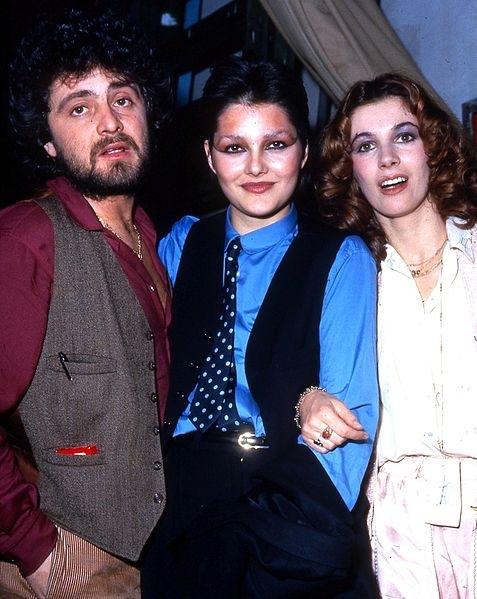
Beppe Grillo, Anna Oxa et Stefania Casini au Festival de Sanremo 1978.

#### Cinéma
- 1983 : Lontano da dove
- 1996 : Un paradiso di bugie (it)

#### Télévision
- 1988 : Vincere per vincere
- 1988 : Scheggia di vento
- 1988 : Roller Wings
- 1988 : Fun Jump
- 1988 : Cuore in gola
- 1988 : I cavalieri del Cross

### Comme scénariste

#### Cinéma
- 1996 : Un paradiso di bugie
- 2014 : Bota de Iris Elezi et Thomas Logoreci

#### Télévision
- 1988 : Vincere per vincere
- 1988 : Scheggia di vento
- 1988 : Roller Wings
- 1988 : Fun Jump
- 1988 : Cuore in gola
- 1988 : I cavalieri del Cross